# Liste der römischen vici in Niedergermanien
Die Liste der römischen vici in Niedergermanien benennt die bekannten römischen Siedlungen (vici) in Niedergermanien und unterscheidet hierbei die römischen Lagervorstädte (canabae legionis), vici an Straßen (an Verkehrsknotenpunkten), vici an Heiligtümern oder Bädern (Tempel und Thermalquellen) und die gewerblichen Siedlungen (Rohstoffgewinnung, Handwerk). Sie lagen im Hinterland des Niedergermanischen Limes.
Die drei Säulen des römischen Siedlungssystems waren
- die Städte, also coloniae oder municipia
- die Landgüter villae rusticae
- die Siedlungen vici

Die Siedlungen bestanden zum Teil in Kontinuität fort. Sie befinden sich heute auf deutschem, niederländischem und belgischem Gebiet.

## Liste der römischenviciin Niedergermanien

### Vici im Kontext von Militärlagern (canabae)
| Ortsname                                  | latein. Name                     | Bemerkung                         |
| ----------------------------------------- | -------------------------------- | --------------------------------- |
| Alphen aan den Rijn                       | Albaniana                        |                                   |
| Arnheim (Meinerswijk)                     | Castra Herculis                  |                                   |
| Baerl                                     |                                  |                                   |
| Bodegraven                                |                                  |                                   |
| Bonn                                      | Castra Bonnensia/Vicus Bonnensis |                                   |
| Dormagen                                  | Durnomagus                       |                                   |
| Driel                                     |                                  |                                   |
| Herwen                                    | Carvium                          | möglicherweise Canabae und Vicus  |
| Kalkar                                    | Burginatium                      |                                   |
| Katwijk                                   | Lugdunum Batavorum               |                                   |
| Kesteren                                  | Carvo                            |                                   |
| Köln-Alteburg                             |                                  |                                   |
| Krefeld-Gellep                            | Gelduba                          |                                   |
| Loowaard (Duiven)                         |                                  |                                   |
| Maurik                                    | Mannaricium                      |                                   |
| Moers-Asberg                              | Asciburgium                      | Canabae, Vicus und Straßenstation |
| Monheim am Rhein Haus Bürgel              | Burungum ?                       |                                   |
| Neuss                                     | Novaesium                        | Canabae und Vicus                 |
| Randwijk                                  |                                  |                                   |
| Remagen                                   | Rigomagus                        |                                   |
| Rindern                                   | Harenatium                       |                                   |
| Roomburg                                  | Matilo                           |                                   |
| Steincheshof bei Till-Moyland/Bedburg-Hau | unbekannt                        | Kastellvicus                      |
| Utrecht                                   | Traiectum                        |                                   |
| Valkenburg                                | Praetorium Agrippinae            |                                   |
| Vechten                                   | Fectio                           |                                   |
| Vleuten                                   | Fletio                           |                                   |
| Wijk bij Duurstede                        | Levefanum                        |                                   |
| Woerden                                   | Laurum                           |                                   |
| Zwammerdam                                | Nigrum Pullum                    |                                   |

### Straßenstationen
| Ortsname                   | latein. Name                   | Bemerkung                                              |  |
| -------------------------- | ------------------------------ | ------------------------------------------------------ |  |
| Ahrweiler                  |                                |                                                        |  |
| Bad Münstereifel-Iversheim |                                |                                                        |  |
| Bitburg                    | Beda vicus                     |                                                        |  |
| Bergheim-Elsdorf           |                                |                                                        |  |
| Bergheim-Kerpen-Blatzheim  |                                |                                                        |  |
| Nörvenich                  |                                | Römische Siedlung Nörvenich (Name zweifelh.)           |  |
| Bergheim-Zieverich         | Tiberiacum                     |                                                        |  |
| Blerick                    | Blariacum                      |                                                        |  |
| Bonn                       |                                |                                                        |  |
| Cuijk                      | Ceuklum                        |                                                        |  |
| Dilsen                     | Feresnis                       |                                                        |  |
| Düren-Baesweiler           |                                |                                                        |  |
| Düren-Mariaweiler          | Marcodurum                     |                                                        |  |
| Elst                       |                                |                                                        |  |
| Euskirchen-Billig          | Belgica vicus                  |                                                        |  |
| Halder                     |                                |                                                        |  |
| Heel/Haelen                | Catualinum                     |                                                        |  |
| Heerlen                    | Coriovallum                    |                                                        |  |
| Jülich                     | Iuliacum                       |                                                        |  |
| Jünkerath                  | Icorigium                      |                                                        |  |
| Köln-Worringen             |                                |                                                        |  |
| Maastricht                 | Traiectum ad Mosam             |                                                        |  |
| Melick                     | Mederiacum                     |                                                        |  |
| Mönchengladbach – Mülfort  |                                |                                                        |  |
| Morbach – Wederath         | Belginum                       |                                                        |  |
| Nettersheim                | Marcomagus                     |                                                        |  |
| Ouddorp                    |                                |                                                        |  |
| Pont (Geldern)             | Mediolanum (Germania inferior) |                                                        |  |
| Qualburg                   | Quadriburgium                  |                                                        |  |
| Rheinbach-Flerzheim        |                                |                                                        |  |
| Rimburg/NL                 |                                |                                                        |  |
| Rossum                     | Vada                           |                                                        |  |
| Selfkant-Tüddern           | Theudurum                      |                                                        |  |
| Titz                       | Titiacum                       |                                                        |  |
| Venlo                      | Blariacum                      |                                                        |  |
| Viersen-Vorst              |                                |                                                        |  |
| Wesseling                  |                                |                                                        |  |
| Wijchen                    |                                |                                                        |  |
| Zülpich                    | Tolbiacum                      |                                                        |  |
| Bornheim-Sechtem           |                                |                                                        |  |
| unbekannt                  | Ausava                         |                                                        |  |
| unbekannt                  | M()nerica                      | Name nur teilweise erhalten. (Munerica oder Monerica?) |  |

### Heiligtümer/Bäder
| Ortsname                                 | latein. Name         | Bemerkung                                          |
| ---------------------------------------- | -------------------- | -------------------------------------------------- |
| Aachen                                   | Aquae Granni         | (Heilbad)                                          |
| Aachen-Burtscheid                        | Porcetum             | (Heilbad)                                          |
| Bergheim-Fronhoven                       |                      | (Tempel)                                           |
| Bedburg-Morken Rhein-Erft-Kreis Bergheim |                      | (Tempel) drei Altarsteine geweiht Matronae Vatviae |
| Bornheim-Sechtem                         |                      | (Tempel)                                           |
| Colijnsplaat                             | Ganuenta ?           | (Tempel)                                           |
| Düren-Hoven                              |                      | (Tempel)                                           |
| Domburg                                  |                      | (Tempel)                                           |
| Kornelimünster                           | Varnenum             | (Tempel)                                           |
| Krefeld-Elfrath                          |                      | (Tempel)                                           |
| Nettersheim                              |                      | (Tempel der Matronae Aufaniae)                     |
| Nettersheim-Pesch                        |                      | (Tempel der Matronae Vacallinehae)                 |
| Nettersheim-Zingsheim                    |                      | (Tempel der Matronae Fachinehae)                   |
| Rijsbergen                               |                      | (Tempel)                                           |
| Valkenburg                               | Praetorium Agripinae | (Tempel)                                           |

### Gewerbliche Siedlungen
| Ortsname               | latein. Name | Bemerkung                           |
| ---------------------- | ------------ | ----------------------------------- |
| Aachen-Schönforst      |              | Gewerbesiedlung                     |
| Bad Neuenahr/Ahrweiler |              | Eisenschmelzersiedung               |
| Alpen-Drüpt            | Trepitia     | Legionsziegelei                     |
| Kall-Keldenich         |              | Bergbau                             |
| Nettersheim            | Marcomagus   | Römische Siedlung                   |
| Nettersheim-Engelgau   |              | Römische Siedlung an der Ahekapelle |
| Sinzig                 |              | Töpferei                            |
| Stolberg-Breinigerberg |              | Knappensiedlung                     |
| Stolberg-Gressenich    | Crassiniacum | Bergbau                             |
| Vettweiß-Soller        |              | Töpferei                            |
| Wenau                  |              | Töpferei                            |

## Denkmalschutz
Die Bereiche der vici sind Bodendenkmale gemäß den Bestimmungen der jeweiligen Bundesländer bzw. den Denkmalschutzbestimmungen der Niederlande. Nachforschungen und gezieltes Sammeln von Funden sind genehmigungspflichtig, Zufallsfunde an die Denkmalbehörden zu melden.